# Stefano Golinelli

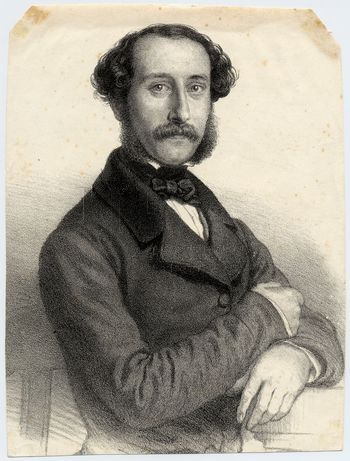
Stefano Golinelli

Stefano Golinelli (* 26. Oktober 1818 in Bologna; † 3. Juli 1891 ebenda) war ein italienischer Komponist und Pianist.

## Leben
Geboren als fünftes Kind einer Familie von Ärzten und Anwälten erhielt Golinelli privaten Klavierunterricht und besuchte dann das Liceo Musicale in Bologna, wo er von 1827 bis 1833 Schüler von Benedetto Donelli war. 1839 studierte Golinelli Komposition in Mailand bei Nicola Vaccai. Von 1840 bis 1871 lehrte Golinelli Klavier am Liceo.
Seine Karriere als Konzertpianist begann 1838 zunächst im Inland, dann mit Hilfe von Ferdinand Hiller auch international.
Bestattet wurde Golinelli auf dem Cimitero Monumentale della Certosa di Bologna; er war einer von vier Musikern, zusammen mit Rossini, Padre Martini und Stanislao Mattei, denen eine Büste im Pantheon-Saal der Certosa gewidmet wurde.